# Pierre Larquey
Pierre Larquey est un acteur français né le 10 juillet 1884 à Cénac au lieu-dit le Garde (Gironde) et mort le 17 avril 1962 à Maisons-Laffitte. 
Il est l'un des grands seconds rôles du cinéma français des années 1930 à 1950.

## Biographie
Fils d'un charretier, Pierre Larquey hésite à partir au séminaire puis s'engage dans l'infanterie coloniale. Il y sert cinq ans, notamment de 1905 à 1907 à Madagascar, et est rendu à la vie civile avec le grade de caporal.
À son retour en métropole, il tente sa chance au théâtre et sort du conservatoire de Bordeaux avec un premier prix de comédie. Il vient à Paris et entre au théâtre des Variétés où il restera quinze ans.
Mobilisé durant la Première Guerre mondiale comme caporal-fourrier puis comme sergent et enfin comme sergent-major, il sert au Front de 1915 à 1918.
Rendu à la vie civile en 1919, il retourne au théâtre des variétés, mais travaille aussi dans plusieurs cabarets Parisiens.  
Il ne commence véritablement sa carrière cinématographique qu'en 1931, à l'âge de 47 ans. Ses rôles les plus connus sont ceux de Monsieur Colin dans L'assassin habite au 21 (1942) et du docteur Michel Vorzet dans Le Corbeau (1943), deux films réalisés par Henri-Georges Clouzot, ainsi que celui de Tamise dans Topaze qu'il jouera deux fois, en 1933 dans la version réalisée par Louis Gasnier, puis en 1951 dans la version réalisée par Marcel Pagnol.
Dans ses souvenirs de théâtre (Cinématurgie de Paris, 1966), Marcel Pagnol raconte que Larquey, alors marchand de jouets, a été engagé pour jouer un très petit rôle dans la création de Topaze à la suite d'un concours entre amateurs. Son talent et la défection d'un acteur ont conduit Pagnol et André Lefaur à lui confier le rôle plus important de Tamise.
Il est aussi la voix de l'allumeur de réverbères (« La consigne, c'est la consigneuh… ») sur le disque du Petit Prince enregistré en 1954, avec Gérard Philipe et Georges Poujouly.
Pierre Larquey meurt d'une crise cardiaque le 17 avril 1962 et est inhumé à Maisons-Laffitte. Il y habitait au 1, avenue Girardin.
Il a joué dans 233 films de cinéma et 11 téléfilms.

## Filmographie

### Cinéma

#### Années 1910
- 1911 : Le Nabab, court métrage d'Albert Capellani
- 1913 : Germinal d'Albert Capellani
- 1914 : Le Chevalier de Maison-Rouge d'Albert Capellani
- 1914 : Patrie, court métrage d'Albert Capellani

#### Années 1920
- 1924 : Monsieur le directeur de Robert Saidreau

#### Années 1930

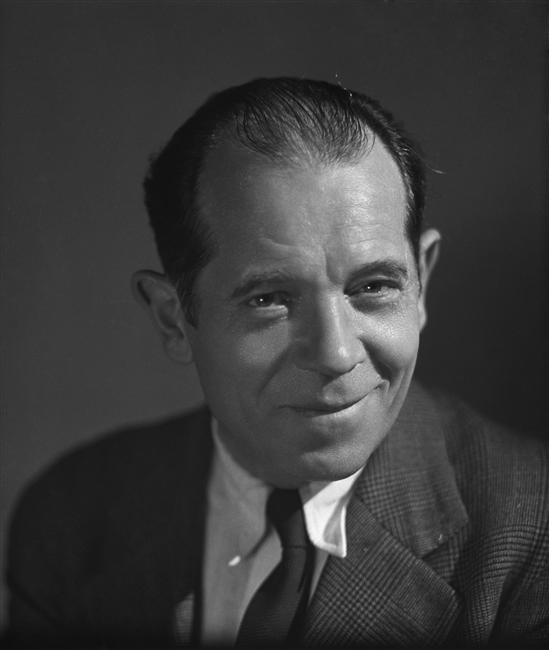
Pierre Larquey en 1939 (photographié par le studio Harcourt).

- 1931 : Le Disparu de l'ascenseur de Giulio Del Torre : Michaud, le secrétaire de rédaction.
- 1931 : Les Gaietés de l'escouade ou Vive la classe, moyen métrage de Maurice Cammage : l'adjudant.
- 1931 : Prisonnier de mon cœur de Jean Tarride, d'après la pièce  de Paul Gordeaux et de Marcel Espiau.
- 1931 : Sola d'Henri Diamant-Berger : le commandant.
- 1931 : Tout s'arrange d'Henri Diamant-Berger : l'ami de monsieur Ribadet.
- 1931 : L'Amour à l'américaine de Claude Heymann : le maître d'hôtel dans le rêve.
- 1932 : Affaire classée ou Le coup de minuit, court métrage de Charles Vanel : un forain
- 1932 : Le Chien jaune de Jean Tarride.
- 1932 : L'Enfant du miracle d'André Gillois : M. Durieux, père.
- 1932 : La Claque, court métrage de Robert Péguy.
- 1933 : Topaze de Louis Gasnier : Tamise.
- 1933 : Il était une fois de Léonce Perret.
- 1933 : L'École des resquilleurs, court métrage de Germain Fried : M. Bouton.
- 1933 : Mariage à responsabilité limitée de Jean de Limur : Georges Lambert, le mari.
- 1934 : Madame Bovary de Jean Renoir : Hippolyte.
- 1934 : Casanova de René Barberis : M. Pogomas.
- 1934 : Le Grand Jeu de Jacques Feyder : M. Gustin.
- 1934 : Les Misérables de Raymond Bernard : le secrétaire de Monsieur Madeleine, maire de Montreuil-sur-Mer.
- 1934 : La Rue sans nom de Pierre Chenal : le petit vieux, consommateur
- 1934 : Un fil à la patte de Karl Anton : Bouzin, le clerc de notaire
- 1934 : Vive la compagnie de Claude Moulins : le sergent Poponaz
- 1934 : L'Auberge du petit dragon de Jean de Limur : le commissaire
- 1934 : Le Cavalier Lafleur de Pierre-Jean Ducis : l'adjudant Gonfaron
- 1934 : La Cinquième Empreinte ou Lilas blancs de Karl Anton : Richard, le pâtissier
- 1934 : Ces messieurs de la noce, court métrage de Germain Fried.
- 1934 : L'École des contribuables de René Guissart : M. Menu
- 1934 : Le Greluchon délicat ou Valet de cœur de Jacques Natanson : le tapissier.
- 1934 : L'Hôtel du libre échange de Marc Allégret : M. Pinglet.
- 1934 : Zouzou de Marc Allégret : le père Mélé.
- 1934 : L'Or dans la rue de Kurt Bernhardt : M. Torbier.
- 1934 : Le Scandale de Marcel L'Herbier : M. Parizot.
- 1934 : Le Paquebot Tenacity de Julien Duvivier : l'ivrogne.
- 1934 : Si j'étais le patron de Richard Pottier : Jules.
- 1934 : Trois de la marine de Charles Barrois : Gruchon
- 1934 : Un homme en or de Jean Dréville : M. Moineau
- 1934 : Compartiment de dames seules de Christian-Jaque : M. Monicourt
- 1935 : Antonia, romance hongroise de Max Neufeld et Jean Boyer : le garçon
- 1935 : Justin de Marseille de Maurice Tourneur : le bègue
- 1935 : Nous ne sommes plus des enfants d'Augusto Genina : M. Breton
- 1935 : Les Beaux Jours de Marc Allégret : le père de Pierre
- 1935 : Le Bébé de l'escadron de René Sti : M. Mazure, le fonctionnaire
- 1935 : Le Chant de l'amour de Gaston Roudès : Casimir
- 1935 : Le Clown Bux de Jacques Natanson : le clown Boum
- 1935 : Deuxième Bureau de Pierre Billon : l'adjudant Colleret
- 1935 : Fanfare d'amour de Richard Pottier : Émile.
- 1935 : Un oiseau rare ou Les Deux Gagnants de Richard Pottier : Valentin
- 1935 : Les Frères Brothers, court métrage de Pablo Laborde
- 1935 : Gangster malgré lui, court métrage d'André Hugon
- 1935 : J'aime toutes les femmes de Karel Lamač : M. Weissmaier
- 1935 : La Mariée du régiment de Maurice Cammage
- 1935 : Un soir de bombe de Maurice Cammage : M. Baudry-Duclin, banquier et Basu, le clochard
- 1935 : La Petite Sauvage ou Cupidon au pensionnat de Jean de Limur : M.|Dagobert, le concierge.
- 1935 : La Rosière des halles de Jean de Limur : M. Lucien Dunois, romancier.
- 1935 : La Marmaille de Dominique Bernard-Deschamps : M. Bouton, le menuisier.
- 1935 : Poliche d'Abel Gance.
- 1935 : Dédé de René Guissart.
- 1935 : À la manière de…, court métrage de Paul Laborde : M. Fine, le prétendant de Mme Capefigue
- 1936 : La main passe, court métrage d'André Hugon : le beau-père
- 1936 : La Carte forcée, court métrage d'André Hugon
- 1936 : Le Disque 413 de Richard Pottier : M. Belinsky, le fonctionnaire
- 1936 : Les Grands de Félix Gandéra : M.|Chamboulin, le pion
- 1936 : La Joueuse d'orgue de Gaston Roudès : M. Magloire
- 1936 : Ménilmontant de René Guissart : le père Jos.
- 1936 : Messieurs les ronds-de-cuir de Yves Mirande : le conservateur.
- 1936 : Sept Hommes, une femme de Maurice Cammage : M. Langlois
- 1936 : Radio, documentaire de Maurice Cloche : lui-même
- 1936 : Le Roman d'un spahi de Michel Bernheim : le colonel.
- 1936 : Tarass Boulba d'Alexis Granowsky : Sachka
- 1936 : La Terre qui meurt, de Jean Vallée : le père Lumineau
- 1936 : Une poule sur un mur de Maurice Gleize : Bob Pouvrier
- 1936 : Prête-moi ta femme de Maurice Cammage : Adolphe Rissolin
- 1937 : La Loupiote de Jean Kemm et Jean-Louis Bouquet : le père Ballot
- 1937 : Romarin d'André Hugon : M. Laquus, l'épicier de Cassis
- 1937 : Ces dames aux chapeaux verts de Maurice Cloche : Ulysse Hyacinthe.
- 1937 : La Citadelle du silence de Marcel L'Herbier : M. Barteck.
- 1937 : Le Club des aristocrates de Pierre Colombier : M. Miser.
- 1937 : La Griffe du hasard de René Pujol : M. Lappe.
- 1937 : Trois Artilleurs au pensionnat de René Pujol : M. Zéphitard, le pharmacien.
- 1937 : L'Habit vert de Roger Richebé : M. Pinchet, le secrétaire perpétuel.
- 1937 : Mademoiselle ma mère de Henri Decoin : le maître d'hôtel.
- 1937 : Police mondaine de Michel Bernheim et Christian Chamborant : le commissaire Picard.
- 1937 : Rendez-vous Champs-Élysées de Jacques Houssin : Totor.
- 1937 : Un scandale aux Galeries ou Et avec ça madame de René Sti : M. Lafila.
- 1938 : Les Filles du Rhône de Jean-Paul Paulin : M. Fabregas
- 1938 : Nuits de princes de Vladimir Strijevski : Chouvaloff
- 1938 : Un soir à Marseille de Maurice de Canonge : M. Parpèle, le reporter
- 1938 : Adrienne Lecouvreur de Marcel L'Herbier : M. Pitou.
- 1938 : Le Mariage de Véréna de Jacques Daroy : Gustave.
- 1938 : Titin des Martigues de René Pujol : M. Lacroustille.
- 1938 : Ça... c'est du sport de René Pujol : M. Trapon.
- 1938 : Trois Artilleurs en vadrouille de René Pujol : M. Zéphitard.
- 1938 : La Chaleur du sein de Jean Boyer : M. Dalaciaux, le patron.
- 1938 : La Cité des lumières de Jean de Limur : Alexis, le serviteur.
- 1938 : Clodoche ou Sous les ponts de Paris de Raymond Lamy et Claude Orval : Clodoche.
- 1938 : Monsieur Coccinelle de Dominique Bernard-Deschamps : M. Coccinelle.
- 1938 : Le Monsieur de cinq heures de Pierre Caron : M. Montredon
- 1938 : Prince de mon cœur de Jacques Daniel-Norman : M. Sekov, le préfet de police.
- 1938 : Trois Artilleurs à l'opéra d'André Chotin : M. Zéphitard.
- 1938 : Un fichu métier de Pierre-Jean Ducis : Casimir, le valet du prince .
- 1939 : Les Gangsters du château d'If de René Pujol : Esprit Saint.
- 1939 : Fort Dolorès de René Le Hénaff : M. Jefke Vandenbom, le belge.
- 1939 : Grand-père ou Femmes de demain de Robert Péguy : le grand-père
- 1939 : Son oncle de Normandie ou La fugue de Jim Baxter de Jean Dréville : Maître Cureau
- 1939 : Les Otages de Raymond Bernard : Maître Fabien, huissier
- 1939 : La Tradition de minuit de Roger Richebé : M. Béatriz, le comptable
- 1939 : Une main a frappé de Gaston Roudès : M. Valtaet Toto, la puce
- 1939 : Un gosse en or de Georges Pallu : M. Durand

#### Années 1940
- 1940 : L'Émigrante de Léo Joannon : M. Monrozat
- 1941 : Moulin Rouge d'André Hugon : M. Perval, le directeur du Moulin Rouge
- 1941 : Sixième Étage de Maurice Cloche : M.|Hochepot.
- 1941 : L'Empreinte du dieu de Léonide Moguy : M. Mosselmans.
- 1941 : Espoirs de Willy Rozier : M. Martin.
- 1941 : Fromont jeune et Risler aîné de Léon Mathot.
- 1941 : Nous les gosses de Louis Daquin : le père Finot
- 1942 : Soyez les bienvenus ou Les Nouveaux pauvres de Jacques de Baroncelli (film tourné en 1940) : le régisseur
- 1942 : Le Lit à colonnes de Roland Tual : Dix doigts.
- 1942 : Pension Jonas de Pierre Caron : Barnabé Trignol, le clochard.
- 1942 : L'Amant de Bornéo de Jean-Pierre Feydeau et René Le Hénaff : M. Lajoie.
- 1942 : L'assassin habite au 21 d'Henri-Georges Clouzot : M. Colin.
- 1942 : Le Bienfaiteur d'Henri Decoin : M. Noblet.
- 1942 : Le journal tombe à cinq heures de Georges Lacombe : M. Phalantin.
- 1942 : Le Mariage de Chiffon de Claude Autant-Lara : Jean, le domestique.
- 1942 : Le Voile bleu de Jean Stelli : Antoine Lancelot.
- 1943 : Des jeunes filles dans la nuit de René Le Hénaff : Anatole Bonnefous.
- 1943 : La Grande Marnière de Jean de Marguenat : M. Malaizot.
- 1943 : La Main du diable de Maurice Tourneur : Ange.
- 1943 : Une étoile au soleil d'André Zwobada.
- 1943 : Le Secret de madame Clapain d'André Berthomieu : M. Hurteau.
- 1943 : Le Corbeau d'Henri-Georges Clouzot : le docteur Vorzet (le Corbeau).
- 1943 : L'Homme qui vendit son âme de Jean-Paul Paulin : l'abbé Lampin.
- 1944 : La Rabouilleuse de Fernand Rivers d'après Honoré de Balzac : Jean-Jacques Rouget.
- 1944 : L'Ange de la nuit d'André Berthomieu : M. Heurteloup.
- 1944 : La Collection Ménard de Bernard Roland : le psychiatre.
- 1945 : Le Père Goriot de Robert Vernay : le père Goriot.
- 1946 : Monsieur Bibi ou Faut ce qu'il faut de René Pujol (film tourné en 1940).
- 1946 : Adieu chérie de Raymond Bernard : Édouard.
- 1946 : Jéricho de Henri Calef : Béquille.
- 1946 : Sérénade aux nuages d'André Cayatte : le jardinier.
- 1946 : Sylvie et le Fantôme de Claude Autant-Lara : le baron Édouard
- 1946 : La Tentation de Barbizon de Jean Stelli : Jérôme Chambon
- 1947 : La Cabane aux souvenirs ou Un homme perdu de Jean Stelli : le pacha.
- 1947 : La Colère des dieux de Karel Lamač : Emmanuel.
- 1947 : La Femme en rouge de Louis Cuny : le père Simon
- 1947 : La Nuit de Sybille de Jean-Paul Paulin :M. Ancelin.
- 1947 : Six Heures à perdre d'Alex Joffé et Jean Levitte : Joseph
- 1947 : Carré de valets d'André Berthomieu : Arthur
- 1947 : Quai des Orfèvres d'Henri-Georges Clouzot : Émile Latour, chauffeur de taxi.
- 1948 : Fiacre 13, film tourné en deux époques, « Castigo » et « Delitto », de Raoul André : le père Loriot.
- 1948 : La Renégate de Jacques Séverac : Ricardo.
- 1948 : La Femme que j'ai assassinée de Jacques Daniel-Norman : René Dufleuve.
- 1948 : La Nuit blanche de Richard Pottier : Émile.
- 1948 : Passeurs d'or d'Émile-Georges De Meyst : le père Maès.
- 1948 : Le Secret de Monte-Cristo d'Albert Valentin d'après Alexandre Dumas : Jacob Muller.
- 1949 : La Bataille du feu ou Les Joyeux conscrits de Maurice de Canonge : Pascal Brignoux
- 1949 : La Maternelle d'Henri Diamant-Berger : M. Paulin
- 1949 : Millionnaires d'un jour d'André Hunebelle : le père Jules Martin, centenaire
- 1949 : Le Portefeuille, court métrage d'André Cerf
- 1949 : Ronde de nuit de François Campaux : M. Labiche
- 1949 : Fausse monnaie, court métrage d'André Cerf

#### Années 1950
- 1950 : Le Furet de Raymond Leboursier : M. Thiais, alias : le professeur Star, astrologue.
- 1950 : Menace de mort ou Aventure à Pigalle de Raymond Leboursier : M. Morel
- 1950 : Le Grand Cirque de Georges Péclet : le curé
- 1950 : On n'aime qu'une fois ou La caille de Jean Stelli : M. Ravanel
- 1950 : Plus de vacances pour le Bon Dieu de Robert Vernay : le père Antoine
- 1950 : La Souricière d'Henri Calef : M. Gravelle.
- 1950 : Les Anciens de Saint-Loup de Georges Lampin : M. Jacquelin, le directeur du collège
- 1950 : Le Mariage de mademoiselle Beulemans d'André Cerf : le curé
- 1951 : La Peau d'un homme de René Jolivet : Frédéric Sabat, criminologue.
- 1951 : La Belle Image de Claude Heymann d'après Marcel Aymé : l'oncle Antonin.
- 1951 : Mammy ou La Faute d'un fils de Jean Stelli  : le docteur André Pierre.
- 1951 : Topaze de Marcel Pagnol : M. Tamise, un instituteur.
- 1951 : L'Anglais tel qu'on le parle, moyen métrage de Jean Tedesco.
- 1951 : Le Dindon de Claude Barma d'après Georges Feydeau : Jérôme.
- 1951 : Monsieur Octave film inédit de Maurice Téboul : M. Octave.
- 1951 : Et ta sœur d'Henri Lepage : Maître Blaisois
- 1951 : Le Passage de Vénus de Maurice Gleize : Virgile Séguin
- 1951 : Trois Vieilles Filles en folie d'Émile Couzinet : Sébastien
- 1952 : Poil de Carotte de Paul Mesnier d'après Jules Renard : le parrain
- 1952 : Monsieur Leguignon lampiste de Maurice Labro : M. Petitot.
- 1952 : Le Curé de Saint-Amour d'Émile Couzinet : Célestin, le domestique.
- 1952 : La Danseuse nue de Pierre Louis : M. Charmois, l'impresario.
- 1952 : Mon mari est merveilleux d'André Hunebelle : le père Henri.
- 1952 : Grand Gala de François Campaux : M. Punch, le clown.
- 1952 : Le Trou normand de Jean Boyer : M. Testu, le bistrot.
- 1953 : Le chasseur de chez Maxim's d'Henri Diamant-Berger : le chanoine Merceu.
- 1953 : Faites-moi confiance de Gilles Grangier : Merlin,l'enchanteur.
- 1953 : La Famille Cucuroux d'Émile Couzinet : Jean, le valet de chambre.
- 1953 : Trois Jours de bringue à Paris d'Émile Couzinet : M. Colladan.
- 1953 : Fièvre aphteuse, fléau mondial ou Au secours des bêtes, court métrage d'Édouard Logereau.
- 1953 : Maternité clandestine de Jean Gourguet : Pépère, le clochard.
- 1953 : Si Versailles m'était conté… de Sacha Guitry : un gardien de musée.
- 1953 : Tabor de Georges Péclet : l'aumônier.
- 1954 : Minuit... Champs-Élysées de Roger Blanc : M. Gilbert.
- 1954 : Le Congrès des belles-mères d'Émile Couzinet : le maire.
- 1954 : Napoléon de Sacha Guitry : Hippolyte Passementier (scène coupée au montage).
- 1955 : Les Diaboliques d'Henri-Georges Clouzot : M. Drain, un instituteur.
- 1955 : La Madelon de Jean Boyer : le curé.
- 1955 : Si Paris nous était conté de Sacha Guitry : Pierre Broussel.
- 1955 : Bonjour sourire de Claude Sautet : voix de Pierre Larquey à la radio.
- 1956 : Ah ! Quelle équipe de Roland Quignon : M. Pierre, le gardien du garage.
- 1956 : Assassins et Voleurs de Sacha Guitry : le maître nageur.
- 1956 : Les sorcières de Salem de Raymond Rouleau : Francis Nurse.
- 1957 : C'est arrivé à 36 chandelles d'Henri Diamant-Berger : lui-même.
- 1957 : Les Espions d'Henri-Georges Clouzot : le chauffeur de taxi.
- 1957 : L'Or de Samory film inédit de Jean Alden-Delos.
- 1958 : Mon coquin de père de Georges Lacombe : M. Breton.
- 1958 : La P... sentimentale de Jean Gourguet : le grand-père de Paty.
- 1958 : La Vie à deux de Sacha Guitry et Clément Duhour : Anselme, (scène coupée au montage).
- 1959 : Soupe au lait de Pierre Chevalier : le pharmacien.
- 1959 : Par-dessus le mur de Jean-Paul Le Chanois : le trimardeur.
- 1959 : Ça n'arrive qu'aux vivants de Tony Saytor : le gardien de nuit.

#### Années 1960
- 1960 : Dossier 1413 d'Alfred Rode : M. Baranger, chimiste biologiste.
- 1960 : Le Président d'Henri Verneuil : le vieil Augustin, cultivateur.
- 1961 : Les Bras de la nuit de Jacques Guymont : M. Belleau.
- 1961 : La Fille du torrent de Hans Herwig.
- 1961 : La Traversée de la Loire de Jean Gourguet.

### Télévision
- 1952 : La Poudre aux yeux de Claude Barma
- 1954 : Capitaine Alcindor d'Albert Riéra
- 1954 : Le Square des miracles de Jean-Jacques Vierne
- 1955 : Le Cercle de Claude Loursais
- 1956 : Une Enquête de l'Inspecteur Ollivier de Marcel Cravenne, épisode : Le chemin du canal
- 1956 : Topaze de Jean Kerchbron
- 1957 : Les Grands d'André Leroux
- 1957 : L'Habit vert de Marcel Cravenne
- 1959 : Les Vacances de Brutus de Michel Mitrani
- 1960 : Les hommes proposent d'André Hugues
- 1961 : Ôtez votre fille, s'il vous plaît de Marcel Cravenne : M. Verminois

## Théâtre
- 1922 : La Belle Angevine de Maurice Donnay et André Rivoire, théâtre des Variétés.
- 1923 : Un jour de folie d'André Birabeau, théâtre des Variétés.
- 1927 : Un miracle de Sacha Guitry, théâtre des Variétés.
- 1928 : Topaze de Marcel Pagnol, théâtre des Variétés.
- 1931 : Pile ou face de Louis Verneuil, théâtre des Variétés.
- 1934 : Mon crime de Georges Berr et Louis Verneuil, théâtre des Variétés.
- 1942 : Père d'Édouard Bourdet, théâtre de la Michodière.
- 1944 : Monsieur chasse ! de Georges Feydeau, mise en scène Jean Darcante, Le Palace.
- 1947 : Savez-vous planter les choux ? de Marcel Achard, mise en scène Pierre Fresnay, théâtre de la Michodière.
- 1957 : L'Habit vert de Robert de Flers et Gaston Arman de Caillavet, mise en scène Marcel Cravenne [4].

## Anecdote
Il est le premier acteur à donner la réplique à Louis de Funès au cinéma, en 1945 dans La Tentation de Barbizon de Jean Stelli.

### Émission radiophonique
Une émission de la série Le Bon Plaisir lui a été consacrée et a été diffusée sur France Culture le 5 juin 1955 (rediffusée le 24 septembre 2010).